# Hjemtagelsen af børn fra syriske fangelejre 2021
Hjemtagelsen af danske børn og deres mødre, der har været indsat i fangelejre i Syrien under mistanke om deltagelse i terrorvirksomhed, blev effektueret den 6. oktober 2021.
I provinsen Rojava, som kontrolleres af et lokalt kurdisk styre, ligger Al-Hol og Al-Roj lejrene, hvor ca. 65000 sympatisører med Islamisk Stat, hovedsagelig kvinder med mindreårige børn, sidder i varetægt. Den kurdiske suverænitet over området er ikke anerkendt af Syrien eller FN , men de facto har det lokale styre siden 2017 har haft administrationen over lejrene. Den 18. maj 2021 besluttede den danske regering at hjemtage børn med dansk statsborgerskab. 6.oktober 2021 blev 3 mødre og deres 14 børn afhentet og fløjet til Danmark. 2 andre kvinder var administrativt blevet frataget det danske statsborgerskab i henhold til en hastelov, fordi de havde dobbelt statsborgerskab, og selv om børnene stadig har dansk indfødsret blev de ikke hjemtaget. Ved ankomsten til Danmark blev de hjemtagne mødre og børn adskilt, og mødrene blev varetægtsfængslet for overtrædelse af straffelovens paragraf 114 "om fremme af terrorvirksomhed", hvor strafferammen er 5 års fængsel. men ikke for deltagelse i terrorhandlinger, hvor strafferammen er væsentlig højere.

## Baggrund
En gruppe danske fremmedkrigere er sammen med ca. 8000 andre ikke-syrere , der har deltaget i borgerkrigen sammen med Islamisk Stat (IS) med det formål at oprette et kalifat, indsat i de to kurdisk kontrollerede lejre. Heraf antages det, at mellem 940 og 1.140 europæere er interneret i de syriske fængsler og fangelejre. Flertallet heraf er børn. Danske statsborgere anses for at være den største gruppe af "syrienskrigere" fra europæiske lande målt i forhold til indbyggertal.
I 2019 vurderede Politiets Efterretningstjeneste (PET), at mindst 158 personer var udrejst fra Danmark for at tilslutte sig militante islamistiske grupper som Islamisk Stat. Omkring en tredjedel af disse antages at være blevet dræbt under konflikterne i området.

### Kvinderne
De kvinder, som er blevet hentet hjem, var alle taget til Syrien i perioden 2013-2015 sammen med deres daværende ægtefælle. Ægtefællerne formodes alle at være blevet dræbt i krigshandlinger. De kvinder, som er frataget deres statsborgerskab og stadig sidder i lejrene, er ligeledes indrejst i følge med en ægtefælle. Deres børn har stadig dansk indfødsret, idet de er født inden moderen fortabte sit statsborgerskab.

### Børnene
I den politiske debat er der uenighed om, hvorvidt børnene har krav på at blive tilbageført til Danmark i henhold til FN's konventioner. Flere NGO'er har vurderet, at trusler om vold og mangel på basale sanitære fornødenheder udgør en sundhedsmæssig - og potentielt dødelig - risiko for børnene, ligesom regeringen, støttet af et flertal i Folketinget har tilkendegivet, at forholdene i lejrene er vanskelige for børnene, men samtidig understreget, at børnenes situation er forældrenes ansvar.

### Den politiske proces
I 2019 vedtog den socialdemokratiske regering, at danske statsborgere, der har deltaget i krigen i Syrien, ikke kan forvente hjælp fra udenrigstjenesten til at vende hjem.
Ved fremlæggelsen af loven om ændring af lov om dansk indfødsret og udlændingeloven, understregede Mette Frederiksen, at alle "fremmedkrigere havde vendt Danmark ryggen". Ingen kunne forvente hjælp fra Udenrigstjenesten.  Holdningen var, at børnene kun kunne komme til Danmark, såfremt deres forældre udtrykte samtykke til adskillelse. Dette standpunkt blev gentaget ved et samråd i Folketinget den 3. marts 2021. Dog hjembragte Danmark i to tilfælde en 13-årig, der var såret af en granatsplint og et forældreløst spædbarn. Af hensyn til kritik fra regeringens støttepartier, nedsatte regeringen samtidig et "task force", som skulle undersøge muligheden for at hjemtage børnene uden at mødrene fulgte med.
På baggrund af redegørelsen fra "task force", der blandt andet havde indhentet oplysninger fra humanitære organisationer om børnenes tarv, igangsatte regeringen initiativerne, der endte med hjemtagelsen af de 3 mødre og 14 børn. Af "sundhedsfaglige årsager" ønskede "task force" at de sidste 5 børn også blev bragt til Danmark sammen med deres mødre. Regeringen afviste at hente mødrene til disse børn hjem, men erklærede, at børnene ville blive hjembragt, hvis mødrene overdrager dem til de danske myndigheder. og ”eksplicit samtykker” til adskillelse.

## FN
FN's rapportør i Syrien udtalte i marts 2021 en stærk kritik af, at danske børn, der levede under "torturlignende forhold", ikke fik hjælp til at vende tilbage til Danmark. Hun tilføjede, at Danmark ved at underskrive Børnekonventionen har forpligtet sig til at beskytte dem mod "umenneskelig behandling".